# Lac Savard
Lac Savard är en sjö i Kanada.   Den ligger i regionen Saguenay–Lac-Saint-Jean och provinsen Québec, i den östra delen av landet, 500 km nordost om huvudstaden Ottawa. Lac Savard ligger 231 meter över havet. Arean är 1,8 kvadratkilometer. Den sträcker sig 6,1 kilometer i nord-sydlig riktning, och 2,1 kilometer i öst-västlig riktning.
I omgivningarna runt Lac Savard växer i huvudsak blandskog. Trakten runt Lac Savard är nära nog obefolkad, med mindre än två invånare per kvadratkilometer.